# آماده‌باش در برابر متعصبان
آماده‌باش در برابر متعصبان (آلمانی: Massnahmen gegen Fanatiker) فیلمی کوتاه به کارگردانی ورنر هرتسوک است که در سال ۱۹۶۹ منتشر شد.